# Jabuke (Nikšić)
Pour les articles homonymes, voir Jabuke.
Jabuke (en serbe cyrillique: Јабуке) est un village de l'ouest du Monténégro, dans la municipalité de Nikšić.

## Démographie

### Évolution historique de la population[1]
| 1948 | 1953 | 1961 | 1971 | 1981 | 1991 | 2003 |
| ---- | ---- | ---- | ---- | ---- | ---- | ---- |
| 181  | 174  | 149  | 132  | 62   | 23   | 33   |